# Michel Pastoureau
Michel Pastoureau, nacido en París el 17 de junio de 1947 (78 años), es un historiador francés especializado en historia medieval, y conocido por sus estudios sobre el color.

## Trayectoria
Pastoureau estudió en la École Nationale des Chartes de archivos y bibliotecas, y se graduó en 1972 con una tesis sobre el bestiario heráldico en la Edad Media. Trabajó, como archivista y paleógrafo, en el departamento de monedas, medallas y antigüedades de la Biblioteca Nacional de Francia hasta 1982.
Desde 1983 ocupa la cátedra de Historia de la simbólica occidental —Chaire d'histoire de la symbolique occidentale—, y es director de estudios de la École Pratique des Hautes Études de la Sorbona. Es vicepresidente de la Académie internationale d'héraldique (Academia Internacional de Heráldica) y presidente del comité de la Société française d'héraldique et de sigillographie (Sociedad Francesa de Heráldica y Sigilografía). Cuando recibió un doctorado honorario de la Universidad de Lausanne en 1996, fue descrito como un eminente estudioso que ha realizado contribuciones radicales en múltiples disciplinas.
Michel Pastoureau ha publicado numerosos libros, que incluyen varios trabajos incisivos sobre la historia de los colores (Azul: historia de un color; Negro; Diccionario de los colores; Breve historia de los colores). 
También ha trabajado sobre símbolos, con El oso: historia de un rey destronado; o sobre el significado del santoral (Guía iconográfica de la Biblia y los santos). Destaca, por encima de ellos, el extenso Una historia simbólica de la Edad Media occidental, que es el resultado de treinta años de enseñanza especializada.
También ha escrito sobre los caballeros de la Mesa Redonda y sobre emblemas y heráldica, así como sigilografía y numismática, donde una vez más encontramos una mirada complejamente sociológica.
Con Les couleurs de nos souvenirs (Los colores de nuestros recuerdos), ganó en Premio Médicis de 2010.

## Obras
- Du coq gaulois au drapeau tricolore, Arléa, 2010.
- Le cygne et le corbeau. Une histoire en noir en blanc, Gutenberg, 2010.
- Les couleurs de nos souvenirs, París, Seuil, 2010, ISBN 978-2020966870.
- L'Art de l'héraldique au Moyen Âge, París, Seuil, 2009, ISBN 978-2020989848.
- Le cochon : histoire d'un cousin mal aimé, colección Découvertes Gallimard n° 545, París, Gallimard, 2009, ISBN 978-2070360385.
- Noir: Histoire d’une couleur, Seuil, 2008 ISBN 978-2020490870.
- L'Ours : histoire d'un roi déchu, París, Seuil, 2007, ISBN 978-2020215428.
- Les chevaliers de la table ronde, Editions du Gui, 2006, ISBN 978-2951741758.
- La Bible et les saints, con Gaston Duchet-Suchaux, París, Flammarion, 2006, ISBN 978-2080115987.
- Le petit livre des couleurs, con Dominique Simonnet, Panama, 2005, ISBN 2755700343.
- Une histoire symbolique du Moyen Âge occidental, París, Seuil, 2004, ISBN 978-2020136112.
- Traité d'héraldique, Picard, 1979, re-editado en 1993, 1997 y 2003, ISBN 9782708405202.
- Bleu. Histoire d'une couleur, Seuil, 2002, ISBN 2020869918, ISBN 2020204754.
- Les animaux célèbres, Bonneton, 2001, ISBN 2862532819.
- Les emblèmes de la France, París, Bonneton, 1998, ISBN 978-2862531724.
- Jésus chez le teinturier: couleurs et teintures dans l'Occident médiéval, Le Léopard d'or, París, 1997, ISBN 9782863771433.
- Figures de l'héraldique, colección Découvertes Gallimard n° 284, 1996, ISBN 2070533654.
- Dictionnaire des couleurs de notre temps, París, Bonneton, 1992, ISBN 2862532436.
- L'Étoffe du diable: une histoire des rayures et des tissus rayés, París, Seuil, 1991, ISBN 2020611988.
- La vie quotidienne en France et en Angleterre au temps des chevaliers de la Table ronde, Hachette 1991, ISBN 2010177371.
- L'hermine et le sinople, études d'héraldique médiévale, París, Le Léopard d'Or, 1982, ISBN 2863770179.

### Traducciones al español
- Negro, Madrid, 451 editores, 2010, ISBN 978-84-96822863.
- Azul: Historia de un color, Barcelona, Paidos Ibérica, 2010, ISBN 978-84-49323676.
- Guía iconográfica de la Biblia y los santos, Madrid, Alianza, 2009, ISBN 978-8420682426.
- Diccionario de los colores, Barcelona, Paidos Ibérica, 2009, ISBN 978-84-49322396.
- El oso: historia de un rey destronado, Barcelona, Paidos Ibérica, 2008, ISBN 978-84-49321047.
- Una historia simbólica de la Edad Media occidental, Buenos Aires, Katz, 2006, ISBN 978-98-71283255.
- Breve historia de los colores, Barcelona, Paidos Ibérica, 2006, ISBN 978-8449319471, entrevista
- Las vestiduras del diablo: Breve historia de las rayas en la indumentaria, Barcelona, Océano, 2005, ISBN 978-84-494-2695-7.
- Los colores de nuestros recuerdos, Cáceres, Editorial Periférica, 2017, ISBN 978-84-16291-48-9